# Гольдман Юній Семенович
Юній Семенович Гольдман (рос. Юний Семенович Гольдман)  (нар. 15 червня 1925 роки в місті Києві) — поет, письменник, журналіст. З 1958 роки член Спілки письменників СРСР як поет. З 1991 роки член Спілки російських письменників. Помер у 2000 році Ростові-на-Дону.

## Біографія
З вісімнадцяти років Юній Гольдман служив у лавах Радянської Армії. Прослужив понад 35 років, закінчивши службу в званні полковника. Учасник Великої Вітчизняної війни. У складі винищувально-протитанкового артполку брав участь у боях на Україні, Молдавії, Румунії, Австрії, Чехословаччині. 
Після війни Юній Гольдман закінчив літературний факультет Читинського педагогічного інституту (нині Забайкальського державного педагогічного університету ім. Н.Р. Чернишевського).
Він служив в далеких гарнізонах Забайкалля і Північнокавказькому військовому окрузі. У редакціях газет "На бойовому посту" і "Червоний Прапор" (нині – "Військовий вісник Півдня Росії") досі його пам'ятають.
Помер письменник у 2000 році. Похований на Північному кладовищі Ростова-на-Дону.

## Творчість
Перші вірші Ю. Гольдмана були опубліковані в військової печатки. У 1955 році в Читі вийшов у світ перший збірник його віршів - "Перевірка". У наступні роки в Читі, Москві, Іркутську вийшли друком його поетичні книжки "Пароль", "Гвинтівки стоять в піраміді", "Мадярська перекат", "Найкращий день лютого", "Здрастуй!". У 1974році Комі видавництво випустило документальний нарис "Вогонь на себе".
Основне місце в творчості Ю. Гольдмана займає військово-патріотична тема, тема інтернаціонального подвигу Радянських Збройних сил.
Вірші Ю. Гольдмана публікувалися в газетах «Комсомольская правда», «Радянська Росія», «Червона зірка», «Літературна Росія», «Правда», «Известия», журнали «Москва», «Радянський воїн», «Далекий Схід», «Байкал», «Крокодил», альманахах «Ангара», «Забайкаллі»,«Байкал», «Дон», в різних репертуарних збірниках.
У 70 – 80-х роках в Ростовському видавництві вийшли прозові книги Ю. Гольдмана, звернені до юного читача: «Відгук «Перемога», «Живи, Гриша!» - про молодому бійця Радянської Армії, людини веселої і щедрої душі; «Осколки неоголошеної війни» - про бої на Халхін-Голі, про дружбу радянського і монгольського народів, збірка віршів «Тривоги».
Юній Семенович Гольдман часто виступав з публіцистичними статтями, нарисами, нотатками в газетах "Правда", "Известия", "Літературна Росія", "Червона зірка", в місцевій і військової печатки.
Ю. С. Гольдман удостоєний звання лауреата низки обласних премій.

## Нагороди
Юній Семенович Гольдман нагороджено:
- орденом «Червоної Зірки»

- орденом «Вітчизняної війни 2-го ступеня»

- медаллю «За бойові заслуги»

- Медаллю «За відвагу»

- медаль «За перемогу над Німеччиною»

- медаллю «За взяття Будапешта»

- медаллю «За звільнення Праги» та іншими.

## Твори Ю. С. Гольдмана
Окремі видання
- Перевірка. — Чита: Кн. вид-во, 1955.
- Пароль. — Чита: Кн. вид-во, 1957.
- Гвинтівки стоять в піраміді. — М: Воениздат, 1958.
- Мадярський перекат: Поема і вірші. — Чита: Кн. вид-во, 1962.
- Найкращий день лютого.- Іркутськ: Сх.-Сіб. кн. вид-во, 1967.
- Здрастуй!- Іркутськ: Сх.-Сіб. кн. вид-во, 1970.
- Тривоги. — Ростов н/Д: Кн. вид-во, 1985.

Повісті, оповідання, нариси
- Вогонь на себе. — Сиктивкар: Ком. кн. вид-во, 1974.
- Відгук: «Перемога»: Оповідання. — Ростов н/Д: Кн. вид-во, 1975.
- Живи, Гриша! Повість. — Ростов н/Д: Кн. вид-во, 1980.
- Осколки неоголошеної війни: Повість про бої на Халхін-Голі. — Ростов н/Д: Кн. вид-во, 1982.
- Троянди Капітана Гастелло: Оповідання, повість. — Ростов н/Д: Ростиздат, 1989.

## Про життя і творчість Ю.С.Гольдмана
- Тер-Маркарян А. Тривожна пам'ять солдата: До 60-річчя//Комсомолець, 1985. — 15 червня